# Wrzosy (Bukowie Górne)
Wrzosy – osada wsi Bukowie Górne w Polsce położona w województwie łódzkim, w powiecie bełchatowskim, w gminie Drużbice.
W latach 1975–1998 osada administracyjnie należała do województwa piotrkowskiego.

## Zabytki
- zespół dworski, 1920, nr rej.:168 z 26.05.1967 oraz 338 z 16.03.1984. Obecnie w prywatnych rękach,obiekt jest sukcesywnie remontowany. Na fotografiach stan zachowania z 2004.